# Retablo de la Resurrección (Catedral de Orense)
El retablo de la Resurrección es una obra realizada por Francisco de Castro Canseco entre 1718 y 1719. Está ubicado en la Catedral de Orense (Galicia, España).

## Historia

### Deambulatorio
La construcción del deambulatorio de la seo, en cuyo extremo suroriental se encuentra la capilla que acoge el retablo, supuso la modificación del triple ábside original del testero, obra imprescindible para la yuxtaposición de esta área del templo. El principal cometido de dicha labor fue la instalación de una serie de capillas así como de ventanales en la sección superior para dotar de iluminación a la girola, todo ello acorde a la traza de Simón de Monesterio, cuya muerte en 1624 supuso la paralización de las obras, las cuales serían retomadas en 1626 por los maestros Alonso Rodríguez, Gonzalo Baquero, Juan de Solaeza y Andrés Lorenzo, concluyendo entre 1630 y 1633 con Pedro Gómez de la Sierra y Rodrigo de la Hoz.: 43  Esta labor, además de variar por completo la primitiva planta de la catedral y de provocar la total e irreparable destrucción de la antigua cabecera (pérdida lamentada por Manuel Sánchez Arteaga), no buscó armonizar la arquitectura manierista con la románica original de los siglos xii y xiii.: 101  Inicialmente estaba proyectada la construcción en esta parte de un pequeño recinto circunvalado, destinado a atrio o claustro, que se iba a extender un poco más allá de la cabecera; este espacio recibía el nombre del santo patrón de la seo, San Martín, y en él fueron sepultados numerosos prebendados, varios de los cuales contaban con monumentos o sarcófagos, albergando el resto simples lápidas con inscripciones.: 102 
En el cabildo celebrado el 15 de junio de 1615 se acordó la construcción del deambulatorio, disponiéndose cédulas en todas las partes donde hubiese oficiales con el fin de que fuesen convocados para ajustar la obra. El 18 de mayo de 1618, ante el escribano Gregorio López de Cárdenas, se otorgó la escritura de contrato entre el cabildo y Monesterio, fijándose el precio en 7400 ducados. Las obras comenzaron en 1620, año en que fueron demolidas las capillas absidales menores, dedicadas la del norte a los santos Facundo y Primitivo (anteriormente al papa San Eleuterio) y la del sur a Santa Eufemia, la cual fungía como parroquia y fue en consecuencia trasladada a la Capilla de San Juan, si bien las reliquias de la mártir permanecieron en el sarcófago original, situado en el paramento exterior sur de la capilla mayor, frente a la sacristía, mientras que las reliquias de los santos Facundo y Primitivo se dejaron en los lucillos correspondientes: uno en lo alto del muro situado junto a la puerta lateral norte de la capilla mayor y el otro en el paramento exterior sur de la Capilla del Santo Cristo (los restos de los tres mártires serían trasladados el 23 de junio de 1720 a su emplazamiento actual por disposición del obispo Juan Muñoz de la Cueva).: 102  Cinco de las siete capillas de la girola fueron levantadas siguiendo un mismo diseño, motivo por el que arquitectónicamente son idénticas y tan solo se diferencian en la decoración; las otras dos, ubicadas en los extremos y dedicadas respectivamente a San José (antes a la Anunciación) y a San Antonio, constituyen realmente arcosolios, motivo por el que son diferentes de las cinco capillas restantes además de poseer unas dimensiones mucho menores.

### Capilla
En cuanto a la capilla que cobija el retablo, denominada Capilla de la Resurrección y Capilla del médico Prada, esta fue enajenada en 1649 por el cabildo, mediante escritura ante el escribano Antonio González, al médico Juan de Prada y su esposa Clara Flores junto con las sepulturas situadas tanto dentro como fuera de la capilla, hasta la pared de la capilla mayor: estas sepulturas estaban destinadas no solo a Prada y su mujer, sino también a su parentela e incluso a sus amistades. Tal y como consta en la escritura contractual, la capilla vendida fue la segunda del deambulatorio, la «que está al salir de la sacristía mayor […] en el precio de setenta ducados de renta perpetua cada año, cobrados desde el fallecimiento de ambos cónyuges […]. Hasta que esto suceda, pagarán únicamente treinta ducados al año y si falleciere antes el médico Prada, su esposa solo pagará veinte ducados». El cabildo vendió esta capilla para que «funden sus memorias y misas perpetuas y tengan entierros», figurando en el documento de concierto que Prada, en su nombre y en el de su esposa, quedaba obligado a instalar unas rejas de madera policromada, amén de otros adornos; al pago a la fábrica de los setenta ducados anuales no solo por la capilla sino también en concepto de ornatos y oblata; y a dar sesenta ducados adicionales de renta para un capellán que debía nombrar el cabildo con el cargo de asistir al coro y oficiar tres misas semanales en la capilla, fundando Prada a mayores dos interpresentes, para los cuales asignó quince ducados:: 126 : 126 

[…] funda y señala en dicha capilla tres misas rezadas cada semana perpetuamente, una el domingo, en invierno a las diez y media y en verano a las once y media y otra el miércoles, a las nueve, tanto en invierno como en verano y otra el viernes en la Capilla del Santo Cristo acabada la misa cantada […] y para el decir de dichas misas señala un capellán […] y funda y señala dos misas cantadas de aniversario e interpresente, con diácono y subdiácono en el altar mayor de dicha Catedral, con responso cantado en la dicha su capilla, que tenga obligación de decir el Deán y Cabildo […] la una la víspera de San Juan Bautista […] y la otra víspera de la traslación de San Benito […] y por razón de las dichas dos misas de interpresente […] señala, sitúa y nombra a los dichos Señores Deán y Cabildo, quince ducados cada año, que se han de pagar de los réditos y frutos de la Granja de Papón […] y sesenta ducados para el Capellán que diga las misas […].: 126 

Con el fin de cumplir todas estas disposiciones, y para asegurar a perpetuidad la renta de setenta ducados anuales, Prada entregó en traspaso para siempre a la fábrica de la seo los siguientes bienes propios:

[…] Su Granja de Papón, a cuarto de legua de la ciudad de Orense, de más de veinte cavaduras de viña; una casa con bodega en la calle de la Pescadería; otra casa en la calle de Pena Vixía, con su huerta y lagares; otra casa que está por solar y hacer apartamentos en la Plaza del Grano. Otra que se ha arruinado y quemado la mayor parte, en la Fontaiña. Otra casa y bodega en la Fontaiña, junto al Tendal, con cubas; siete ducados y medio de censo, que le paga cada año Alonso González, zapatero. Cuatro ducados de fuero, que le paga Francisco Sánchez, cura de la Trinidad por la casa en que vive. Dos ducados de fuero que le paga cada año Domingo de Fontelo, trabajador, sobre una viña en la Carballeira. Ocho moyos de vino blanco de fuero, que le pagan sobre la viña Das Tapias. La huerta que tiene delante del campo de la Pía de la Casca, con cargo a una misa rezada todos los lunes en su capilla. Se reserva para su vida y la de su esposa el usufructo de todos los bienes señalados, obligándose a pagar las cantidades establecidas […].: 126 

Prada falleció entre julio y diciembre de 1649, adueñándose de la capilla el cabildo 73 años después a causa de que las rentas en su momento estipuladas «se han perdido, no se pagan o son muy difíciles de cobrar», aunque la fábrica decidió respetar la paga del capellán tal y como consta en el Índice General de Acuerdos Capitulares (1527-1777) de 1772:

Habiéndose reconocido los documentos pertenecientes a la capilla que fundó el médico Prada, se halló no debe subsistir [...] y como se hallase Don José Folla ordenado a título de ella [...] se resolvió que dicho Folla perciba los mencionados frutos entendiéndose no como capilla sino como congrua consignada por la Fábrica [...].: 196 

Respecto a la pérdida de las rentas, cabe destacar lo contenido en el tomo XII del Diversorum Rerum:

[…] también se perdió el censo que dejó el fundador […] y últimamente habiendo recaído dicha Granja de Papón en los herederos de Esteban de Sevilla, la dejaron de cultivar y no pagaron la renta y fueron ejecutados por la Fábrica y se siguió pleito con el pintor Moya, yerno del dicho Sevilla […] y porque igualmente se había dejado de pagar la renta correspondiente al directo dominio que es de la abadía de La Trinidad […] y los Padres de la Compañía se echaron sobre dicha Granja y consiguieron foro de ella […] y ahora por venta pasó dicha Granja a otro poseedor y así tiene dificultoso remedio su recobración […].: 126 

La reja de madera policromada que Prada tenía la obligación de instalar ya no se conserva, datando la reja actual de 1842 tal y como consta en el acta capitular del 28 de septiembre de ese año: en dicha acta se consignó que habiendo desmantelado el ayuntamiento el cementerio anexo a la cara norte de la Iglesia de Santa María Madre con el fin de destinarlo al levantamiento de la actual plaza de la Magdalena, la corporación municipal deshizo también el atrio, compuesto por tres tramos abalaustrados con rejas de hierro que la iglesia poseía rumbo a la plaza mayor, lugar donde se construyó la escalinata que hoy conduce al templo. Esta reja sería destinada por el cabildo a la Capilla de la Resurrección, elaborándose a su vez una nueva para la Capilla de Santa Isabel; esta costó 1948 reales y 22 maravedíes, suponiendo la instalación de ambas, junto con los zócalos, pinturas, etc., un desembolso de 1366 reales.: 126–127 

### Retablo
Tal y como señaló José Couselo Bouzas: «En las cuentas de Fábrica de la catedral de 1716 se consignan 7236 reales para cuenta de los dos retablos de la capilla mayor dedicados a los Santos Mártires; y en las de 1717-18, 4774, resto de los 12 000 en que fueron ajustados los retablos de San Facundo y Primitivo. En las de 1718-19 hay una data de 1300 reales por la hechura del altar de la Resurrección; y en la misma fecha aparece hecho el de Santa Eufemia».: 260  Por su parte, Cándido Cid Rodríguez había apuntado con anterioridad que en el folio 391 del libro de cuentas de la fábrica de 1670 a 1721 figuraba Castro Canseco como autor del retablo: «A Francisco de Castro por tallar el retablo de la Resurrección se le pagaron 1300 reales». En lo tocante a la policromía, realizada en 1721, en el folio 398 consta lo siguiente: «Al pintor Pedro Carballal, vecino de Santiago, por pintar el retablo de la Resurrección, 2000 reales».: 126  Último trabajo de Canseco para la catedral,: 175  estas cuentas permiten situar la obra en la etapa final del escultor, quien en su hechura siguió, en cierta medida, la pauta marcada por Mateo de Prado en otras capillas del deambulatorio:: 256  la Capilla de la Conversión de San Pablo y la Capilla de la Asunción.

## Descripción

### Retablo

#### Arquitectura
El retablo se compone de un cuerpo con tres calles, banco y ático. La hornacina central, con arco rebajado e intradós artesonado, está enmarcada por pilastras coronadas por florones y pequeñas ménsulas de rocalla y flanqueada por columnas corintias las cuales presentan relieve en escamas en el tercio inferior y en la zona central (donde son más pronunciadas) y fuste estriado en diagonal en el tercio superior. A ambos lados, en las calles laterales, se hallan superficies planas decoradas con arcos rebajados en relieve y rocalla en la zona superior, estando los extremos del cuerpo del retablo cerrados con columnas idénticas a las que enmarcan la calle central. La cornisa que divide el cuerpo del ático es escalonada y se apoya en peanas trapezoidales las cuales descansan sobre ménsulas que a su vez enmarcan el rostro de un ángel en bajorrelieve en el entablamento de la calle central. El ático alberga una hornacina con arco rebajado coronada por un enorme motivo ornamental de rocalla, estando el nicho flanqueado por pilastras ricamente ornamentadas junto a las que se ubican dos aletones rematados en los extremos por pequeñas columnillas de base cuadrada con dos cuerpos y coronadas por pináculos. Bajo el retablo, sin formar parte del mismo, se halla un altar pétreo con superficie de madera decorado en los extremos del frontal con ménsulas. Destaca el hecho de que la estructura se aleja en gran medida del estilo de Canseco, lo que podría responder a un intento del escultor por innovar mediante la complicación del entablamento, las impostas y las molduras, amén de adoptar otro tipo de columnas para las que debió de buscar inspiración en los pilares entorchados y de estrías helicoidales del siglo xvi y la primera mitad del xvii.: 191 

#### Imaginería
En lo que atañe a la imaginería, la parte central muestra un alto relieve de Cristo resucitado, donde Jesús aparece triunfante sobre nubes ataviado únicamente con un manto y un paño de pureza y portando la característica bandera en la mano izquierda al tiempo que bendice con la derecha, figurando en los nimbos tres cabezas de ángeles y debajo cuatro soldados. La imagen cristífera pone de manifiesto el estilo personal de Canseco: rostro fino y alargado, cabello abundante y rizado del mismo modo que el bigote y la barba, pecho desnudo marcando las costillas, y claroscuros producidos por las quebraduras de las telas.: 126  Por su parte, el ático cuenta con una imagen de San Agustín y las calles laterales con tallas de San Juan Bautista a la izquierda (anteriormente ubicada en el Museo Catedralicio y muy similar a la imagen homónima del retablo de la Iglesia de San Juan de Rairiz de Veiga, obra de Francisco de Moure hacia 1615): 245  y San Marcos a la derecha, esta última realizada en el siglo xvii y repolicromada en 1863 por Manuel Antonio Vales; estilísticamente alberga numerosas similitudes con la talla de San Juan Bautista venerada en la Iglesia de Santo Domingo, obra de Pedro Taboada en 1668, motivo por el que se le atribuye su factura.: 46 : 117  Hasta al menos 2017 recibió culto en el retablo, concretamente en el lugar que hoy ocupa San Juan Bautista, una talla de San Joaquín del siglo xvi hoy conservada en el Museo Catedralicio, a donde fue trasladada tras ser retirada a causa del deplorable estado de la estructura; repolicromada en el siglo xviii, época en que se cree fue conducida a esta capilla desde su primitivo emplazamiento en el trascoro, la imagen, restaurada en 2007, fue asignada por Juan José Martín González al Maestro de Sobrado, atribución que se mantiene en la actualidad.

### Capilla
En lo que respecta a los demás elementos de la capilla, de medio punto con bóveda de casetones en los que se conservan algunos restos de policromía, frente al retablo se encuentran dos imágenes de grandes dimensiones: a la izquierda el Sagrado Corazón de Jesús, figura que podría proceder de los talleres de Olot dado su gran parecido con, entre otras, la imagen homónima venerada en la Iglesia de San Andrés de Valladolid, facturada por los talleres en 1911; y a la derecha la Virgen Milagrosa, esta última de un tamaño ligeramente superior y tal vez procedente también de Olot. Junto a estas dos figuras se ubican otras dos de meñor tamaño: la de la izquierda, apoyada en un pedestal de madera, es una imagen de San Benito fechada en el siglo xvii y de gran devoción popular, mientras que la de la derecha, obra de la escultora contemporánea Maite Vázquez, es una diminuta figura de San Blas, anteriormente exhibida en otro pedestal de madera y en la actualidad sobre el altar.  En el muro izquierdo de la capilla se halla San Jerónimo, pintura al óleo realizada por Diego Polo hacia 1650: 46  (dejada a la catedral en su testamento por el deán Antonio Francisco Salgado y Vergara),: 149  mientras que a la derecha, sobre una puerta que conduce a una pequeña habitación que antaño fungió como sacristía, se halla otro cuadro de menores dimensiones el cual reproduce la imagen de San Benito presente en la capilla, ubicándose junto a la sección izquierda de la reja una serie de exvotos de cera.

## Legado
Este retablo sobresale por el hecho de ser una de las últimas obras documentadas de Canseco así como por tratarse de su último trabajo para la catedral. Además de ser la única capilla de la seo en albergar exvotos de cera, cabe destacar que frente al retablo tiene lugar el Santo Encuentro el Domingo de Resurrección, tras lo cual se lleva a cabo la ceremonia del Desplante, acto realizado en las mismas escalinatas donde se hallaba la reja que desde el siglo xix cierra la capilla.

## Galería de imágenes

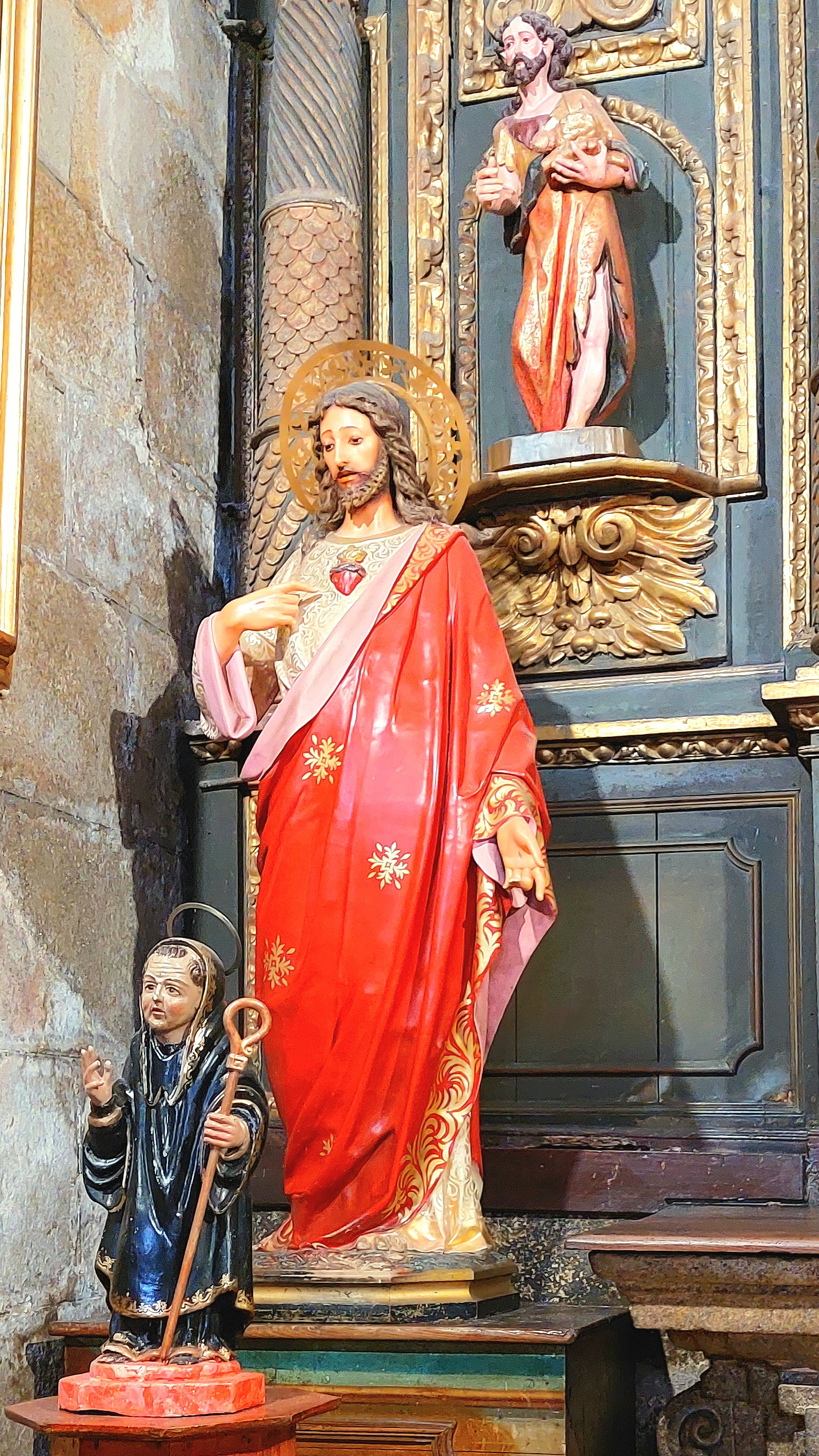
Tallas de San Benito, el Sagrado Corazón de Jesús y San Juan Bautista.
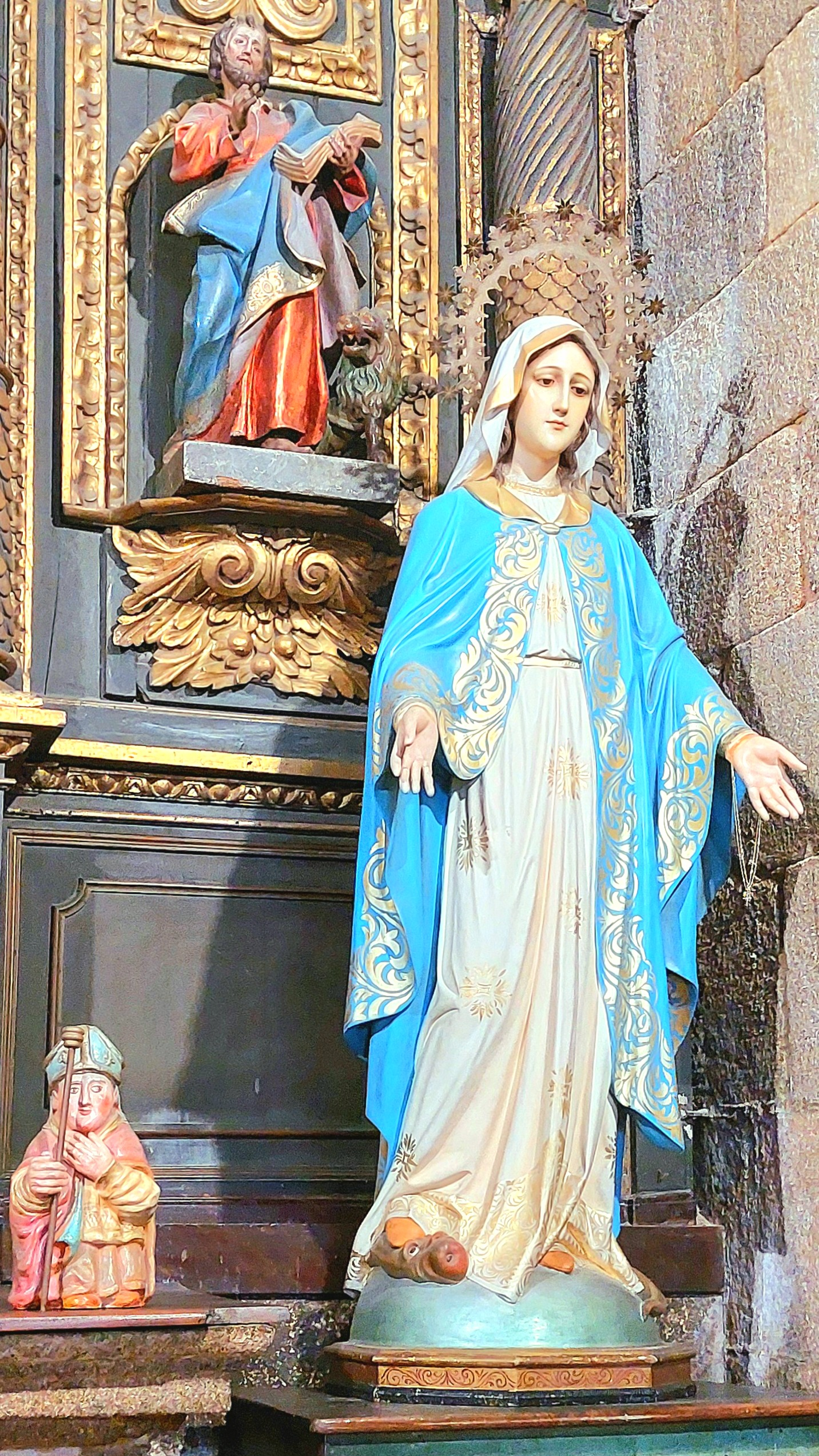
Tallas de San Blas, San Marcos y la Virgen Milagrosa.
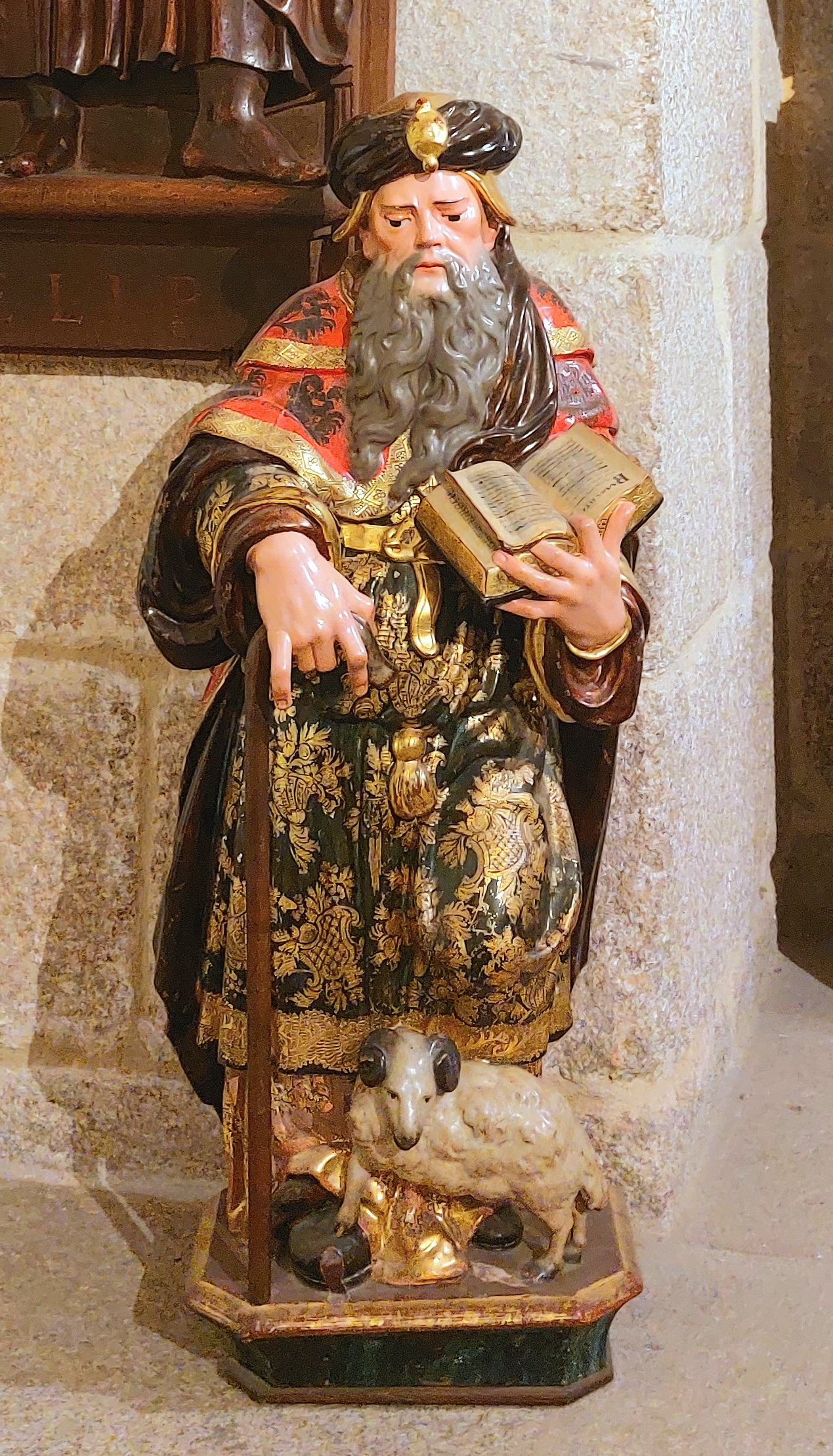
Talla de San Joaquín.
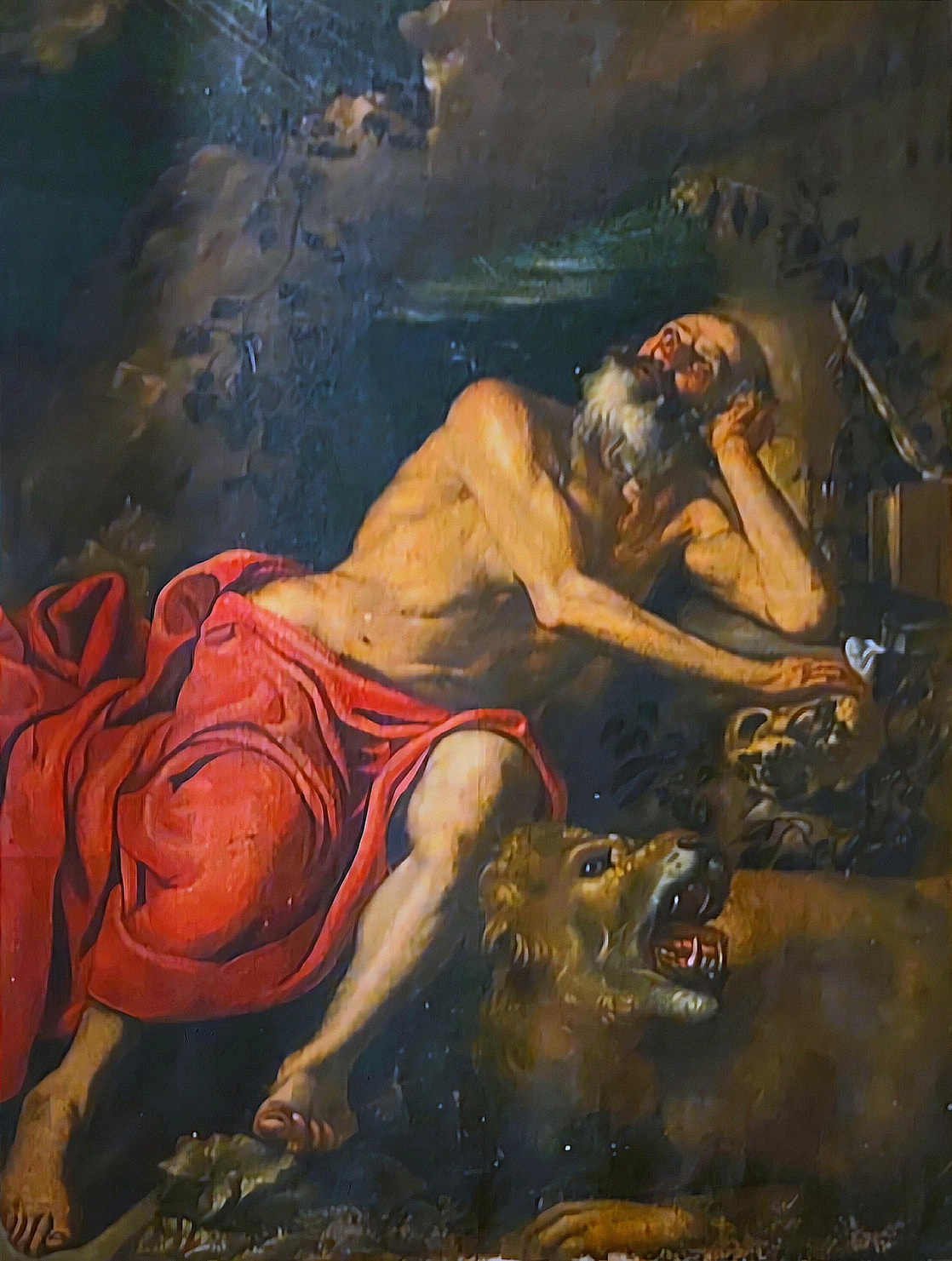
Cuadro de San Jerónimo.
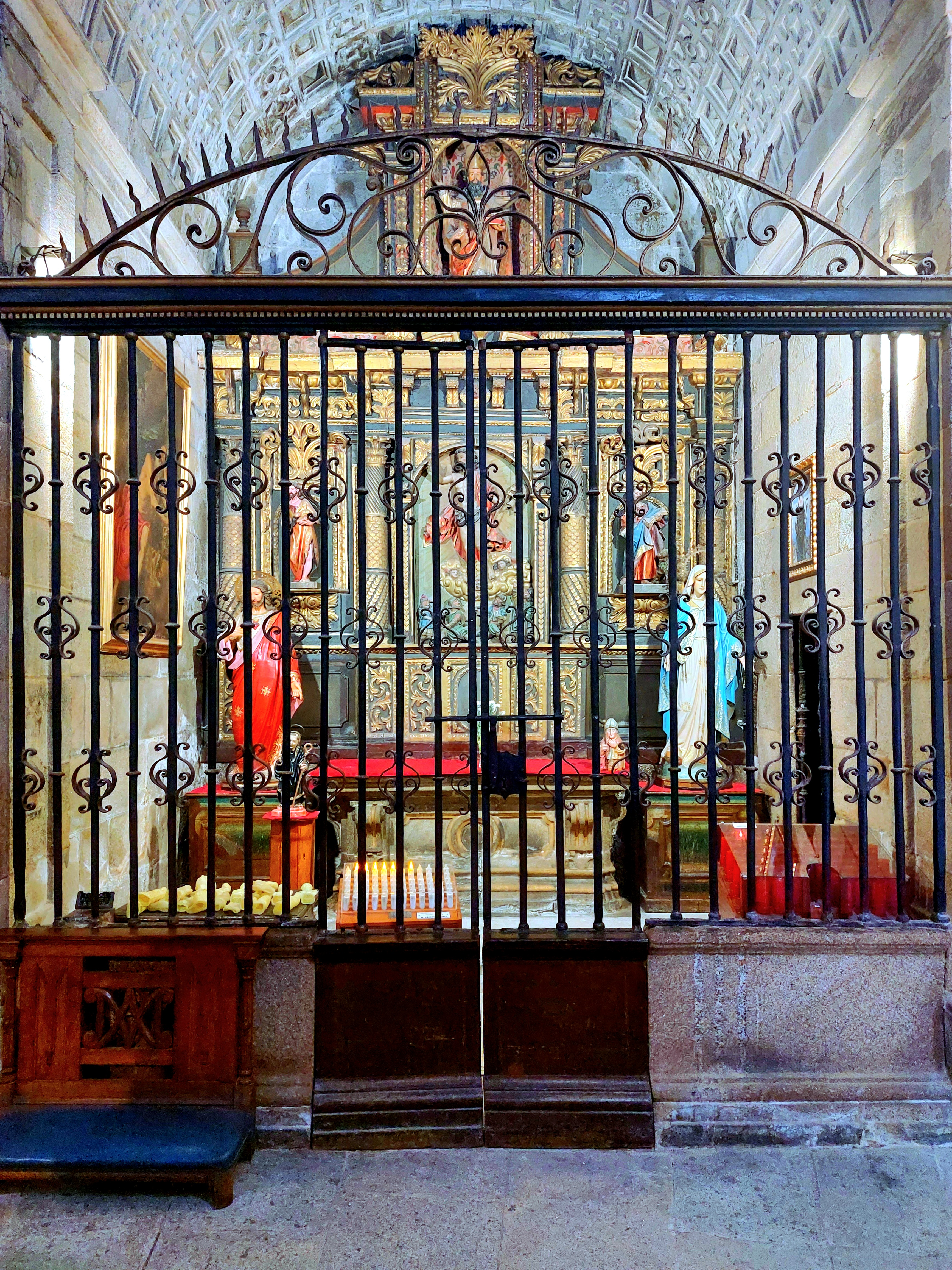
Capilla de la Resurrección.